# Wilhelm III de Dampierre
Wilhelm III de Dampierre (ur. 1226, zm. 6 czerwca 1251) –  hrabia Flandrii i pan de Dampierre, najstarszy syn Wilhelma II de Dampierre i Małgorzaty II, hrabiny Flandrii, córki cesarza łacińskiego Baldwin I.
Małżeństwo rodziców Wilhelma było przez wielu uznawane za nieważne, gdyż rozwód Małgorzaty z jej pierwszym mężem, Bouchardem IV d'Avesnes nie został formalnie orzeczony. W 1231 r., po śmierci ojca, Wilhelm III został panem de Dampierre. Jego matka została w 1244 r. hrabiną Flandrii. Rozpoczęła się wówczas wojna między Wilhelmem a jego przyrodnim bratem, Janem d'Avesnes, o sukcesję we Flandrii i Hainaut. Wojna zakończyła się w 1246 r., kiedy król Francji Ludwik IX narzucił stronom kompromis polegający na przekazaniu Hainaut domowi Avesnes, a Flandrii domowi Dampierre.
W 1247 r. Wilhelm został dopuszczony przez matkę do współrządów we Flandrii. W listopadzie tego roku Wilhelm poślubił Beatrycze (1225 - 11 listopada 1288), córkę Henryka II, księcia Brabancji, i Marii Hohenstauf, córki króla Niemiec Filipa Szwabskiego. Małżeństwo to nie doczekało się potomstwa.
W latach 1248–1250 towarzyszył Ludwikowi IX na wyprawie krzyżowej. Tymczas trwała walka między Avesnesami a Dampierre'ami o Namur. Zakończyła się ona kompromisowym pokojem 19 maja 1250 r. 6 czerwca 1251 r. Wilhelm został zamordowany na turnieju w Trazegnies przez stronników domu Avesnes. Po jego śmierci rozpoczęła się kolejna wojna między zwaśnionymi domami.